# Željko Matuš
Željko Matuš (* 9. August 1935 in Donja Stubica, Königreich Jugoslawien, heutiges Kroatien) ist ein ehemaliger jugoslawischer Fußballspieler.

## Karriere

### Verein
Matuš begann seine Karriere im Seniorenbereich bei Dinamo Zagreb. Mit diesem Klub gewann er 1958 die jugoslawische Meisterschaft und dreimal den jugoslawischen Pokal.
1965 wechselte Matuš in die Schweizer Nationalliga A zum FC Young Fellows Zürich. Nach dem Abstieg der Young Fellows in die Nationalliga B wechselte er 1968 zum Lokalrivalen FC Zürich. Mit dem FCZ gewann er zum Abschluss seiner Profikarriere 1970 den Schweizer Cup, wurde im Finale jedoch nicht eingesetzt.

### Nationalmannschaft
Matuš absolvierte 1956 ein Freundschaftsspiel für eine kroatische Auswahl gegen Indonesien. Bei dem 5:1-Sieg der Kroaten erzielte er die 1:0-Führung seiner Mannschaft.
In der jugoslawischen Nationalmannschaft debütierte Matuš am 10. Juli 1960 im Finale des Europapokals der Nationen, welches die Jugoslawen mit 1:2 nach Verlängerung gegen die Sowjetunion verloren. Auf den Tag genau zwei Monate später gewann er im Finale des olympischen Fußballturniers in Rom durch ein 3:1 gegen Dänemark die Goldmedaille. In diesem Spiel erzielte Matuš den Treffer zur zwischenzeitlichen 2:0-Führung der Jugoslawen.
Zwei Jahre später stand Matuš im jugoslawischen Aufgebot für die Weltmeisterschaft 1962 in Chile. Bei diesem Turnier, das Jugoslawien auf dem vierten Platz beendete, kam Matuš lediglich im Auftaktspiel bei der 0:2-Niederlage gegen die Sowjetunion zum Einsatz.
Sein letztes von 13 Länderspielen für Jugoslawien, in denen er fünf Tore erzielte, bestritt Matuš am 30. September 1962 beim 2:3 in einem Freundschaftsspiel gegen die BR Deutschland.

## Erfolge als Spieler
- Fußballweltmeisterschaft 1962: 4. Platz
- Fußball-Europameisterschaft 1960: 2. Platz
- Olympische Spiele 1960: Goldmedaille
- Jugoslawischer Meister: 1958
- Jugoslawischer Pokalsieger: 1960, 1963, 1965
- Schweizer Cup: 1970